# Список политических партий Испании
Эта статья служит в качестве списка политических партий Испании.
Испания имеет многопартийную систему как на национальном, так и региональном уровнях. На национальном уровне существует несколько доминирующих партий: Испанская социалистическая рабочая партия (ИСРП), Граждане, Народная партия (НП) и Голос. Unidas Podemos (Podemos, Объединённые левые) стала частью избирательного альянса Сумар в июне 2023 года.
Изначально двухпартийная система, в которой доминировали ИСРП и НП, в настоящее время затрудняет для любого формирования или коалиции достижение электорального большинства в двухпалатных Генеральных кортесах (состоящих из национального Конгресса депутатов и регионального представительства в Сенате). Региональные партии могут быть сильны в автономных сообществах, таких как Каталония и Страна Басков, и часто играют важную роль в национальных правительственных коалициях.

## Партии по итогам выборов 2015 года
Ниже приведена таблица политических партий Испании, представленных в нижней палате национального парламента (Конгрессе; всего 350 депутатов). Данные выборов 2015 года.
|  | Партия                                                                                 | Год  | Позиция                    | Идеология | Голоса                                                                                          | Места | Интернационал            |
|  | -------------------------------------------------------------------------------------- | ---- | -------------------------- | --- | ----------------------------------------------------------------------------------------------- | ----- | ------------------------ |
|  | Народная партия исп. Partido Popular, PP                                               | 1989 | Правый центр               | Консерватизм, либеральный консерватизм, христианская демократия, экономический либерализм, испанский юнионизм                                                                            | 7 215 752 (28,72 %)                                                                             | 123   | МДС, ЦДИ, ЕНП            |
|  | Испанская социалистическая рабочая партия исп. Partido Socialista Obrero Español, PSOE | 1879 | Левый центр                | Прогрессивизм, социал-демократия, федерализм, европеизм | 5 530 779 (22,01 %)                                                                             | 90    | ПА, СИ, ПЕС, ПАСД        |
|  | «Подемос» («Мы можем!») (исп. Podemos)                                                 | 2014 | Левые                      | Демократический социализм, социал-демократия, прямая демократия, левый популизм, антикапитализм, мягкий евроскептицизм                                                                   | 5 189 463 (20,66 %)                                                                             | 69    | ЕОЛ/ЛЗС                  |
|  | Граждане — Гражданская партия (исп. Ciudadanos - Partido de la Ciudadanía, C’s)        | 2006 | Правый центр — Левый центр | центризм, либерализм, прогрессивизм, социал-либерализм, секуляризм, автономизм, испанский юнионизм, европейский федерализм, постнационализм                                              | 3 500 541 (13,93 %)                                                                             | 40    | АЛДЕ                     |
|  | Объединённые левые исп. Izquierda Unida, IU                                            | 1986 | Левые                      | Демократический социализм, коммунизм, республиканизм, федерализм, секуляризм, энвайронментализм, анти-атлантизм, мягкий евроскептицизм                                                   | 923 133 (3,67 %) в составе коалиции «Плюралистичные левые»                                      | 5     | ПЕЛ, ЕОЛ/ЛЗС             |
|  | Коммунистическая партия Испании исп. Partido Comunista de España, PCE                  | 1986 | Левые                      | Коммунизм, республиканизм, секуляризм | в составе коалиции «Плюралистичные левые/Объединённые левые»                                    | 5     | МВКРП, МКС, ПЕЛ, ЕОЛ/ЛЗС |
|  | Инициатива для Каталонии — Зелёные кат. Iniciativa per Catalunya-Verds — ICV           | 1987 | Левые                      | Зелёная политика, экосоциализм, каталонский национализм, антикапитализм, прогрессивизм, республиканизм, феминизм, федерализм, социализм XXI века                                         | в составе коалиции «En Marea» (Подемос + «Плюралистичные левые»)                                |       | ГЗ, ЕПЗ, ЗЕСА            |
|  | Республиканские левые Каталонии кат. Esquerra Republicana de Catalunya, ERC            | 1931 | Левые                      | Каталонский сепаратизм, левый национализм, демократический социализм, республиканизм, прогрессивизм                                                                                      | 599 289 (2,39 %)                                                                                | 9     | ЕСА, ЗЕСА                |
|  | Демократическая конвергенция Каталонии кат. Convergència Democràtica de Catalunya, CDC | 1974 | Правый центр               | Каталонизм, либерализм, консерватизм, экономический либерализм, популизм | 565,501 (2,25 %) в составе коалиции Демократия и свобода (ранее Конвергенция и Союз)            | 8     | ЛИ, АЛДЕ                 |
|  | Баскская националистическая партия баск. Euzko Alderdi Jeltzalea, EAJ                  | 1895 | Правый центр               | Баскский национализм, либеральный консерватизм, христианская демократия | 301 585 (1,203 %)                                                                               | 6     | АД, ЕДП, АЛДЕ (ЕП)       |
|  | «Единство Страны басков» («Билду») баск. Euskal Herria Bildu, EH Bildu                 | 2011 | Левые                      | Баскский национализм, баскский сепаратизм, левый национализм, интернационализм, социализм, феминизм, антикапитализм                                                                      | 218 467 (0,87 %)                                                                                | 2     | ЕОЛ/ЛЗС                  |
|  | «Создать» баск. Sortu                                                                  | 2011 | Левые                      | Баскский национализм, баскский сепаратизм, социализм, левый патриотизм, экологизм, феминизм, антикапитализм, левый национализм, интернационализм, народный европеизм, демократия участия | в составе коалиции «Билду»                                                                      | 2     | ЕОЛ/ЛЗС                  |
|  | Канарская коалиция исп. Coalición Canaria, CC                                          | 1993 | Центр — Правый центр       | Канарский национализм, регионализм, либерализм, консерватизм | 81 750 (0,33 %)                                                                                 | 1     |                          |
|  | «Новые Канары» исп. Nueva Canarias, NC                                                 | 2005 | Левый центр                | Канарский национализм, социал-демократия | 143 881 (0,59 %) в союзе с партией Канарская коалиция                                           | 1     | ЕСА                      |
|  | Валенсийский националистический блок кат. Bloc Nacionalista Valencià, Bloc             | 1999 | Левые                      | Валенсийский национализм, демократический социализм, прогрессивизм, зелёная политика | 125 306 (0,51 %) в составе коалиции «Компромисс»                                                | 1     | ЕСА, ЗЕСА                |
|  | Астурийский форум астур. Foru Asturies, FORO                                           | 2011 | Правый центр               | Регионализм, консерватизм, либеральный консерватизм | 99 473 (0,41 %)                                                                                 | 1     |                          |
|  | Да для будущего баск. Geroa Bai, GBai                                                  | 2011 | Левый центр                | Баскский национализм, социал-демократия | 42 415 (0,17 %)                                                                                 | 1     |                          |
|  | Наваррский народный союз исп. Unión del Pueblo Navarro, UPN                            | 1979 | Правый центр               | Консерватизм, либеральный консерватизм, христианская демократия, регионализм, испанский юнионизм, пролайф                                                                                | в составе Народной партии                                                                       | 1     |                          |
|  | Арагонский союз араг. Chunta Aragonesista, CHA                                         | 1986 | Левые                      | Экосоциализм, арагонский национализм, республиканизм, федерализм, европеизм | в составе коалиции «Плюралистичные левые»                                                       | 1     | ЕСА                      |
|  | Баскская солидарность баск. Eusko Alkartasuna, EA                                      | 1986 | Левые                      | Баскский национализм, социал-демократия, сепаратизм, левый патриотизм | в составе коалиции «Амайур»                                                                     | 1     | ЕСА                      |
|  | Аралар баск. Aralar                                                                    | 2001 | Левые                      | Социализм, баскский национализм, сепаратизм, левый патриотизм | в составе коалиции «Амайур»                                                                     | 1     | ЕСА                      |
|  | Открытые левые исп. Izquierda Abierta, IA                                              | 2012 | Левые                      | Демократический социализм, республиканизм, федерализм, экологизм, секуляризм, экосоциализм, пацифизм                                                                                     | в составе коалиции «Плюралистичные левые/Объединённые левые»                                    | 1     |                          |
|  | Коммунисты Каталонии кат. Comunistes de Catalunya                                      | 2014 | Крайне левые               | Коммунизм, марксизм-ленинизм, каталонизм, федерализм, право на самоопределение | в составе коалиции «Плюралистичные левые/Объединённые левые/ Объединённые левые и альтернатива» | 1     |                          |

1. ↑  Легализована 20 июня 2012 года решением Конституционного суда

## Партии, представленные в Европарламенте
- Демократический союз Каталонии (кат. Unió Democràtica de Catalunya, UDC; 1931) — правый центр; каталонизм, христианская демократия, экономический либерализм, европеизм. На выборах 2015 года выступая самостоятельно, получил 64 726 голосов (0,26 %), оставшись без своих 6 мандатов в Конгрессе депутатов. В том же году потерял 13 мест в парламенте Каталонии. Представлен в Европарламенте (1 место из 54 испанских). Входит в Центристский демократический интернационал и Европейскую народную партию.

## Партии, представленные в региональных парламентах

### Национальные партии
- Союз, прогресс и демократия (исп. Unión Progreso y Democracia, UPyD; 2007) — центр, прогрессивизм, социальный либерализм, секуляризм, централизм, реформизм, конституционализм, еврофедерализм, патриотизм, постнационализм. Входит в группу Европарламента АЛДЕ. На выборах в Конгресс депутатов 2015 года получила 153 505 голосов (0,61 %) и потеряла свои 5 мест. Представлен 1 депутатом в региональных парламентах и 4 в Европейском. С 2019 без представительства в Европарламенте.
- Equo (иногда сокращённо Q; 2011) — левые, экологическая политика, политический экологизм, экосоциализм, республиканизм, федерализм, секуляризм, европеизм, демократия участия, мультикультурализм. Входит в Глобальные зелёные» (наблюдатель), Европейскую партию зелёных и Зелёные — Европейский свободный альянс. Представлена 5 депутатами в региональных парламентах.

### Региональные партии
- «Аврора — марксистская организация» (кат. L'Aurora - Organització Marxista, La Aurora – OM; 1974) — крайне левые; коммунизм, марксизм, троцкизм. Создана под названием Революционная рабочая партия в результате слияния Троцкистской организации и части членов Революционной коммунистической лиги. Переименована в 2013 году. Представлена в парламенте Каталонии (1 место из 135).
- Галисийский националистический блок (галис. Bloque Nacionalista Galego, BNG; 1982) — левые; галисийский национализм, левый национализм, демократический социализм, марксизм-ленинизм, феминизм, пацифизм. В выборах 2015 года участвовала в составе коалиции «Мы — Галисийские кандидаты», набрав 70 464 голосов (0,28 %) и потеряв 2 своих места в Конгрессе депутатов. Представлена 7 депутатами в парламенте Галисии и одним в Европейском. Входит в Европейский свободный альянс и Зелёные — Европейский свободный альянс.
- Социалистическая партия Майорки — Соглашение (кат. Partit Socialista de Mallorca - Entesa, PSM-ENTESA; 1976) — левые, демократический социализм, зелёная политика, каталонский национализм. Входит в Европейский свободный альянс. Представлена в парламенте Балеарских островов (4 места из 59) как часть коалиции «Больше для Майорки» (кат. Més per Mallorca).
- Социалистическая партия Менорки (кат. Partit Socialista de Menorca, PSM; 1977) — левые, демократический социализм, защита окружающей среды, каталонский национализм, панкаталонизм. Представлена в парламенте Балеарских островов (3 места из 59) как часть коалиции «Больше для Майорки».
- Регионалистская партия Кантабрии (исп. Partido Regionalista de Cantabria, PRC; 1978) — центр, регионализм, прогрессивизм. Представлена в парламенте Кантабрии (12 мест из 35).
- Леонский народный союз (исп. Unión del Pueblo Leonés, UPL; 1978) — центр, регионализм, леонский национализм. Представлен в парламенте Кастилии-Леона (1 место из 83).
- «Кандидатура народного единства» (кат. Candidatura d'Unitat Popular, CUP; 1986) — крайне левые, каталонская независимость, социализм, антикапитализм, защита окружающей среды, либертарный муниципализм, либертарный социализм, прямая демократия, евроскептицизм, панкаталанизм. Представлена в парламенте Каталонии (10 мест из 135).
- «Ассамблея» (баск. Batzarre; 1987) — крайне левые, коммунизм, социализм XXI века, феминизм, антимилитаризм, экологизм, умеренный баскский национализм. Представлена в парламенте Наварры (1 место из 50).
- Арагонская партия (араг. Partito Aragonés, PAR; 1997) — правый центр, арагонский национализм, регионализм, консерватизм. Представлена в парламенте Арагона (6 из 67).
- «Вперёд — Социалистическая национально-освободительная организация» (кат. Endavant - Organitzacio Socialista d'Alliberament Nacional, Endavant (OSAN); 2000) — крайне левые, каталонская независимость, социализм, коммунизм, антикапитализм, антифашизм, евроскептицизм, панкаталанизм. Представлена в парламенте Каталонии (1 место из 135).
- «Зелёная инициатива» (кат. IniciativaVerds; 2010) — левые, защита окружающей среды, экосоциализм, социализм, республиканизм, секуляризм. Представлена в парламенте Балеарских островов (2 места из 59) как часть коалиции «Больше для Майорки».
- Единство Страны басков (баск. Euskal Herria Bildu, EH Bildu; 2011) — левые, баскский национализм, сепаратизм, левый национализм. Входит в группу Европарламента Европейские объединённые левые/Лево-зелёные Севера. Представлена в парламентах Страны Басков (21 место из 75) и Наварры (8 мест из 50).
- «Предложение для островов» (кат. PI – Proposta per les Illes; 2012) — центризм, либерализм, балеарский регионализм, автономизм. Представлена в парламенте Балеарских островов (3 места из 59).
- АНОВА — Националистическое братство (галис. ANOVA-Irmandade Nacionalista; 2012) — левые, социализм, галисийский национализм, антикапитализм, галисийская независимость, левый национализм, республиканизм, антиглобализм, интернационализм. Входит в группу Европарламента Европейские объединённые левые/Еврозелёные Севера. Представлены в парламенте Галисии (2 места из 75).
- «Ядро» (галис. Cerna; 2014) — левые, галисийский национализм, прямая демократия, галисийская независимость, альтерглобализм, феминизм, антикапитализм, интернационализм. Представлено в парламенте Галисии (1 место из 75).
- Демократы Каталонии (кат. Demòcrates de Catalunya, DC; 2015) — правый центр, христианская демократия, социальный либерализм, каталонская независимость. Представлены в парламенте Каталонии (1 место из 135).
- Левое движение (кат. Moviment d'Esquerres, MES; 2015) — левый центр—левые, социал-демократия, демократический социализм, каталонская независимость. Представлено в парламенте Каталонии (1 место из 135).
- «Голос» (исп. Vox; 2013) — правые, испанский национализм, христианские ценности, консервативный либерализм, экономический либерализм, централизм, мягкий евроскептицизм, антииммигрантская. (Представлены в парламенте Андалуссии — (12 место из 109)

## Остальные партии

### Национальные партии
- Партия карлистов (исп. Partido Carlista; 1971) — левые, монархизм, карлизм, социализм, самоуправляемый социализм, конфедерализм, многонациональное общество, конфедерализм, экологизм.
- Коммунистическое объединение Испании (исп. Unificación Comunista de España, UCE; 1973) — крайне левые, марксизм-ленинизм, маоизм.
- Испанская фаланга (исп. Falange Española de las JONS; 1977) — ультраправые, фалангизм, национал-синдикализм. Позиционируется как продолжатель исторической Фаланги. Наследует идеи Хосе Антонио Примо де Риверы и Рамиро Ледесмы Рамоса. Адаптирует ортодоксальный фалангизм начала 1930-х годов к условиям современной Испании. Серьёзного влияния на политику не оказывает, однако своим существованиемопределённое демонстрирует непрерывность и эволюцию национальной ультраправой традиции, уходящей корнями в 1930-е годы.
- Республиканская левая (исп. Izquierda Republicana; 1977) — левые, демократический социализм, республиканизм, федерализм, радикализм, реформизм, секуляризм, иберизм. Позиционирует себя как наследника исторической Республиканской левой (1934—1959), одной из ведущих партий Второй республики.
- Коммунистическая партия народов Испании (исп. Partido Comunista de los Pueblos de España, PCPE; 1982) — крайне левые, коммунизм, марксизм-ленинизм, евроскептицизм, республиканизм. Входит в Международное совещание коммунистических и рабочих партий, Международный коммунистический семинар и Инициатива коммунистических и рабочих партий.
- Федерация зелёных (исп. Federación de los Verdes, Los Verdes; 1984) — зелёная политика, защита окружающей среды, экологическая политика, антиядерное движение. Ранее называлась КонФедерация зелёных. Входит в «Глобальные зелёные».
- Гуманистическая партия (исп. Partido Humanista; 1984) — новый (универсальный) гуманизм, ценность человеческой жизни, равенство всех людей, свобода вероисповедания и идей, альтернатива неолиберализму, активное ненасилие. Входит в международное Гуманистическое движение.
- Традиционалистское причастие карлистов (исп. Comunión Tradicionalista Carlista; 1986) — правые, монархизм, карлизм, традиционализм.
- Национальная демократия (исп. Democracia Nacional, DN; 1995) — крайне правые, испанский национализм, национал-социализм, белый национализм, правый популизм, испанский юнионизм. Входит в европартию Альянс за мир и свободу.
- Общественное республиканские движение (исп. Movimiento Social Republicano; 1999) — ультраправые, неофашизм, революционный национализм, республиканизм, испанский юнионизм, правый популизм, «Третий путь». Входит в Альянс европейских национальных движений.
- Партия демократической кармы (исп. Partido del Karma Democrático; 2001?) — партия-шутка.
- «Испания 2000» (исп. España 2000; 2002) — крайне правые, испанский национализм, правый популизм, евроскептицизм, «шовинизм благосостояния», протекционизм.
- Подлинная фаланга (исп. Falange Auténtica; 2002) — крайне правая, национал-синдикализм, культурный национализм, республиканизм, фалангизм, антифранкизм.
- Красный поток (исп. Corriente Roja; 2002) — ультралевые, коммунизм, троцкизм, антикапитализм. Входит в Международную лигу трудящихся — Четвертый интернационал.
- Анималистская партия против жестокого обращения с животными (исп. Partido Animalista Contra el Maltrato Animal, PACMA; 2003) — левые, защита животных, права животных, социальная справедливость, энвайронментализм, освобождение животных, антиспециецизм, отказ от корриды, демократия участия, феминизм, пацифизм, экосоциализм. Входит в группу семи левых партий Euro Animal 7. На выборах 2015 года собрала 219 191 голосов (0,87 %).
- Испанская альтернатива (исп. Alternativa Española, AES; 2003) — ультраправые, консерватизм, централизм, «про-лайф», «защита семьи», защита «христианских корней» и единства Испании, неофранкизм, евроскептицизм, испанский национализм.
- Партия за легализацию и нормализацию конопли (исп. Partido Cannabis por la Legalización y la Normalización, PCLYN; 2004) — выступает за легализацию конопли.
- Пиратская партия (исп. Partido Pirata; 2006) — пиратская политика, свобода информации, права и свободы граждан, информационное общество, прямая демократия, сетевой нейтралитет, свободное программное обеспечение, свободный доступ к культуре, реформа патентной системы и авторских прав. Входит в Пиратский Интернационал.
- Левое построение — Социалистическая альтернатива (исп. Construyendo la Izquierda-Alternativa Socialista, CLI-AS; 2013) — левые, социализм, экологизм, республиканизм, федерализм, феминизм, экосоциализм.
- Альянс за национальное единство (исп. Alianza por la Unidad Nacional).
- Безработные (исп. Los Parados).
- Борьба интернационалистов (исп. Lucha Internacionalista).
- Граждане в белом (исп. Ciudadanos En Blanco) — выступает в защиту граждан, опускающих на выборах в урны незаполненные бюллетени. Название партии основано на игре слов: En Blanco можно перевести как «в белом», так и «пустой голос» (незаполненный, чистый, то есть белый бюллетень). Лозунг: «Не голосуй впустую, голосуй за граждан в белом» (исп. No votes en blanco, vota a Ciudadanos En Blanco).
- Европейская коалиция (исп. Coalición Europea).
- За более справедливый мир (исп. Por un Mundo más Justo).
- Зелёные экопацифисты (исп. Los Verdes Ecopacifistas).
- Индивидуальная партия свободы (исп. Partido de la Libertad Individual).
- Интернационалистская социалистическая рабочая партия (исп. Partido Obrero Socialista Internacionalista).
- Интернет-партия — выступает за электронную жидкую демократию. По состоянию на 2011 год не имеет депутатов в национальном и региональных парламентах.
- Испанская демократическая партия (исп. Partido Demócrata Español).
- Либеральная коалиция — Европейская либерально-демократическая и реформистская партия (исп. Coalición Liberal - European Liberal, Democrat and Reform Party).
- Либеральный центристский союз (исп. Unión Centrista Liberal).
- Народное единство в общем (исп. Unidad Popular en Común).
- Национальный фронт (исп. Frente Nacional).
- Новая партия за демократию (исп. Nuevo Partido por la Democracia).
- Новые левые зелёные (исп. Nueva Izquierda Verde).
- Партия за автономию пенсионеров и вдов (исп. Partido de los Autónomos Jubilados y Viudas).
- Партия Семья и Жизнь (исп. Partido Familia y Vida).
- Партнёрство для развития и природы (исп. Alianza para el Desarrollo y la Naturaleza).
- Перегруженные и раздраженные граждане (исп. Ciudadanos Agobiados y Cabreados) — выступает за реформу судебной системой.
- Революционный социализм (исп. Socialismo Revolucionario) — крайне левые, марксизм, троцкизм, социализм. антикапитализм. Входит в Комитет за рабочий интернационал.
- Романтический партия взаимной поддержки (исп. Partido Mutuo Apoyo Romántico).
- Социалистическая инициатива левых (исп. Iniciativa Socialista de Izquierdas).
- Социалистическая партия действия (исп. Partido de Acción Socialista, PASOC).
- Партия пустых мест

### Региональные и местные партии
- Каталонское государство (исп. Estat Català; 1922) — каталонская независимость, каталонский национализм, панкаталонизм. Была создана как боевая организация каталонских националистов. Старейшая партия Каталонии, третья старейшая из региональных националистических партий Европы после Шинн Фейн и Баскской националистической партии.
- Андалусистская партия (исп. Partido Andalucista;, 1971) — левый центр, социал-демократия, андалусский национализм, регионализм. Входит в Европейский свободный альянс.
- Регионалистская партия Страны Леон (исп. Partido Regionalista del País Leonés, PREPAL; 1980) — леонский регионализм, автономизм, создание единой Страны Леон, которая объединит провинции Леон, Саламанка и Самора.
- Астурианская партия (астур. Partíu Asturianista, PAS; 1985) — левый центр, астурианский национализм, социал-демократия, социальный либерализм, прогрессизм, бесклассовое общество.
- Галисийский народный фронт (исп. Frente Popular Galega; 1986) — левые радикалы, коммунизм, марксизм-ленинизм, галисийская независимость, защита окружающей среды.
- Галисийская националистическая партия — партия Гальегиста (галис. Partido Nacionalista Galego-Partido Galeguista, PNG-PG; 1987) — центр, либерализм, галисийский национализм, европеизм, социальный либерализм.
- «Помочь Астурии» (астур. Andecha Astur, АА; 1990) — левые, астурийский национализм, социализм, экологизм, право на самоопределение, права рабочего класса.
- «Встаньте» (исп. Zutik; 1991) — ультралевые, коммунизм, марксизм-ленинизм, троцкизм, баскский национализм. Входит в Воссоединённый Четвёртый интернационал.
- Регионалистская демократия Кастилии и Леона (исп. Democracia Regionalista de Castilla y León, DRCL; 1992) — центр, регионализм, прогрессивизм.
- Астурийские левые (исп. Izquierda Asturiana; 1992) — левые, социализм, национализм, экологизм.
- Кантабрийский националистический совет (исп. Conceju Nacionaliegu Cántabru, CNC; 1995) — левые, социализм, кантабрийский национализм, левый национализм, защита окружающей среды.
- Зелёные сообщества Мадрид (исп. Los Verdes de la Comunidad de Madrid; 1995) — левые, политический экологизм, защита окружающей среды, антикапитализм, защита живых существ, ненасилие, экофеминизм, натуризм и защита прав человека.
- Группировка независимых избирателей Самора (исп. Agrupación de Electores Independientes por Zamora, ADEIZA; 1999) — центр, плюрализм, регионализм, прогрессивизм.
- Кастильские левые (исп. Izquierda Castellana, IzCa; 2002) — левые, социализм, левый национализм, феминизм, кастильский национализм, национальное признание Кастилии.
- Перегруппировка за независимость (кат. Reagrupament Independentista, MES; 2009) — республиканизм, каталонская независимость.
- Союз за Леганес (исп. Unión por Leganés, ULEG; 2003) — центр, независимые, всеохватность, реформизм, меритократия.
- Гражданское движение Картахены (исп. Movimiento Ciudadano de Cartagena; 2003) — центр, независимые, автономизм, создание автономной территории, которая включит город Картахена и регион Кампо-де-Картахена, защита самобытности Картахены и окружающей среды.
- Партия земля (галис. Partido da Terra; 2011, Галисия) — левые, прямая демократия, зелёная политика, аграризм, реинтеграционизм, кооперативизм, либертарный муниципализм, горизонтальность социальных отношений, суверенитет окружающей среды, общинная экономика; социальный суверенитет, биорегионализм, языковой суверенитет.
- Галисийское экосоциалистическое пространство (ирл. Espazo Ecosocialista Galego; 2012) — левые, социализм, галисийский национализм, экосоциализм, защита окружающей среды, антикапитализм, право на самоопределение, республиканизм, федерализм.
- Астурианская коалиция (исп. Coalición Asturiana).
- Блок за Астурию (исп. Bloque por Asturies).
- Единство Эстремадуры (исп. Extremadura Unida).
- Кастильская партия (исп. Partido Castellano, PCAS;) — левый центр, кастильский национализм, федерализм, защита кастильского исторического наследия и окружающей среды, объединение провинций Кастилия-Леон, Кастилия-Ла-Манча, Мадрид, Кантабрия и Ла-Риоха, прогрессивизм, защита окружающей среды, социал-демократия, европеизм.
- Обязательство для Галисии (исп. Compromiso por Galicia) — левый центр, социал-демократия, прогрессивизм, галисийский национализм, регионализм.
- Обязательство для Гран-Канарии (исп. Compromiso por Gran Canaria) — центр, прогрессивизм, регионализм, защита интересов жителей острова Гран-Канария.
- Партия Бьерсо (исп. Partido del Bierzo).
- Регионалистский астурианский блок (исп. Unidad Regionalista Asturiana).
- Союз независимых граждан (исп. Unión de Ciudadanos Independientes, UCIN; Кастилья-Ла-Манча) — центр, независимые, всеохватность, реформизм, регионализм.

## Запрещённые партии
- Батасуна («Единство», баск. Batasuna; 2001) — левые, социализм, баскский национализм, левый национализм, баскский сепаратизм, левый патриотизм, революционный социализм, феминизм, экологизм. Запрещена 27 марта 2008 года решением Верховного суда Испании как политическое крыло ЭТА. После запрета Батасуна вплоть до самороспуска в январе 2013 года легально действовала во французской Стране Басков, но не в качестве политической партии, а как ассоциация.
- Список сограждан (баск. Herritarren Zerrenda; 2003) — левые, социализм, баскский национализм, левый национализм, баскский сепаратизм. Запрещена в 2003 году решением Верховного суда Испании на основании связей с ЭТА.
- Точка встречи для самоопределения (баск. Autodeterminaziorako Bilgunea, AuB; 2003) — левые, социализм, баскский национализм, левый национализм, баскский сепаратизм. Запрещена в 2003 году решением Верховного суда Испании на основании связей с ЭТА.
- Баскские граждане (баск. Euskal Herritarrok, EH; 1998) — крайне левые, коммунизм, баскский сепаратизм, левый национализм, марксизм-ленинизм, левый патриотизм. Запрещена 23 мая 2003 года решением Верховного суда Испании на основании связей с ЭТА.
- Все варианты (баск. Aukera Guztiak, AG; 2005) — левые, социализм, баскский национализм, левый национализм, баскский сепаратизм. Запрещена в 2005 году решением Верховного суда Испании на основании связей с ЭТА.
- Союз патриотов-социалистов (баск. Abertzale Sozialisten Batasuna, ASB; 2007) — левые, социализм, баскский национализм, левый национализм, баскский сепаратизм. Запрещена 16 мая 2007 года решением Верховного суда Испании на основании связей с ЭТА.
- Баскское национальное действие (баск. Eusko Abertzale Ekintza, EAE; 1930) — левые, социализм, баскский национализм, левый национализм, баскский сепаратизм. Запрещена 16 сентября 2008 года решением Верховного суда Испании на основании связей с ЭТА.
- Коммунистическая партия Земли басков (баск. Euskal Herrialdeetako Alderdi Komunista, EHAK; 2002) — левые радикалы, социализм, баскский сепаратизм, левый патриотизм, баскский национализм, левый национализм, феминизм, экологизм, революционный социализм. Запрещена 18 сентября 2008 года решением Верховного суда Испании на основании связей с Батасуна.
- «Демократия трёх миллионов» (баск. Demokrazia Hiru Milioi или баск. Demokrazia 3 Milioi, D3M; 2009) — левые радикалы, социализм, баскский национализм, левый патриотизм, баскский сепаратизм, левый национализм, революционный социализм. Запрещена 8 февраля 2009 года решением Верховного суда Испании на основании связей с ЭТА.
- «Свобода» (баск. Askatasuna; 1998) — левые радикалы, социализм, баскский национализм, левый патриотизм, баскский сепаратизм, левый национализм, революционный социализм. Запрещена 18 февраля 2009 года решением Верховного суда Испании на основании связей с ЭТА.

## Исторические партии

### XIX век
- Эксальтадос (от исп. exaltados — «восторженные»; 1820—1823) — испанская партия левых испанских либералов, действовавшая в период антифеодальной революции 1820—1823 годов.
- Карлисты (исп. carlistas; 1833—1937) — правые, монархизм, карлизм, традиционализм. Фактически Карлистское движение как политическая сила существует с начала 1830-х годов, объединяя сторонников испанского инфанта дона Карлоса де Бурбон, после того как в 1830 году его старший брат король Фердинанд VII изменил закон о престолонаследии, лишив права наследовать престол своего младшего брата. Организационно как партия оформилась в 1868 году под названием Католическо-монархическое причастие (исп. Comunión Católico-Monárquica). Позднее не раз меняло своё название: Традиционалистское причастие (исп. Comunión Tradicionalista;), Партия карлистов (до 1909), Партия хаймистов (исп. Partido Jaimista; 1909—1931), Легитимистское причастие (исп. Comunión Legitimista), Карлистское традиционалистское причастие (исп. Comunión Tradicionalista Carlista). С XIX века карлисты выступали в защиту политической традиции Испании под лозунгом «Бог, отечество, король» (исп. Dios, patria, rey). Имела представительство почти во всех созывах парламента в конце XIX века и в начале XX века. Карлисты принимали участие в мятеже генерала Франсиско Франко в июле 1936 года и сражались во время гражданской войны против республиканцев. После прихода к власти Франко партия была распущена и действовала полулегально, то сотрудничая с режимом, то переходя в оппозицию.
- Умеренная (исп. Partido Moderado) или Умеренная либеральная партия (исп. Partido Liberal Moderado; 1835—1874) — правый центр, консерватизм, умеренный испанский либерализм, монархизм, централизм, капитализм. Одна из двух ведущих партий времён правления Изабеллы II (1833—1868). Создана сторонниками правительства Франсиско Мартинеса де ла Роса как партия умеренных либералов. Поддерживали королеву Изабель в её борьбе за трон против карлистов, выступали за укрепление королевской власти, развитие капитализма в стране, национальный внутренний мир и централизацию Испании. После нескольких лет доминирования Прогрессивной партии пришли к власти с 1843 по 1854 год, вновь вернулись к власти в 1856 году, создав коалицию с либералами Леопольдо О’Доннелла. В 1858 году проиграли выборы, но смогли вернуться к власти в 1863 году. После Славной революции 1868 года и принятия Конституции 1869 года растеряли своё влияние. После восстановления монархии в 1874 году вместе с Либеральным союзом объединились в Либерально-консервативную партию.
- Прогрессистская партия (исп. Partido Progresista; 1835—1874) — левый центр, прогрессивизм, испанский либерализм, социальный либерализм, федерализм. Одна из двух ведущих партий времён правления Изабеллы II (1833—1868). Создана как партия радикальной части либеральной оппозиции во время регентства королевы-матери Марии Кристины. Поддержали королеву Изабель в её борьбе против карлистов, выступали за формирование Национальной милиции, введение суда присяжных, светскость, расширение избирательного права, в защиту национального суверенитета и Вестфальской системы. После убийства своего лидера, Жоана Прима, партия пришла в упадок и постепенно распалась.
- Демократическая партия (исп. Partido Democrático; 1849—1869) — левые, испанский либерализм, республиканизм, радикализм, прогрессивизм. Создана левым крылом Прогрессивной партии, действовала подпольно, за исключением периода 1854—1856 годов. После Славной революции 1868 года, которая свергла королеву Изабеллу, партия распалась из-за конфликтов между её различными группировками.
- Либеральный союз (исп. Unión Liberal; 1858—1874) — центризм, умеренный либерализм, монархизм. Создана генералом Леопольдо О’Доннеллом, в 1854 году военным путём положившему конец десятилетию правления умеренных и приведшем к власти Прогрессивную партию. В 1856 году О’Доннелл при поддержке Умеренной партии отстранил от власти прогрессистов. После выборов 20 сентября 1858 года Либеральный союз получил большинство мест, что позволило ему оставаться у власти до 1863 года. После восстановления монархии в 1874 году вместе с Умеренными либералами объединились в Либерально-консервативную партию.
- Федеральная демократическая республиканская партия (исп. Partido Republicano Democrático Federal; 1868—1910) — центризм, федерализм, республиканизм. Участвовала в Славной революции 1868 года, входила во Временное правительство 1868—1870 годов. После провозглашения Первой Испанской республики в 1873 году раскололась на непримиримых, центристов и умеренных. После реставрации Бурбонов в 1875 году партия была дезорганизована и пришла в упадок.
- Радикально-демократическая партия (исп. Partido Radical Democrático; 1871—1880) — левый центр, республиканизм, прогрессивизм, радикализм. Создана группой бывших членов Прогрессивной партии. Наряду с конституционалистами одна из ведущих партий времён правления Амадея I (1870—1873) и Первой Испанской республики (1873—1874). Раскололась после восстановления монархии в 1874 году и со временем окончательно распалась.
- Конституционная партия (исп. Partido Constitucional; 1872—1880) — центризм, конституционализм, испанский либерализм, секуляризм. Создана группой бывших членов Прогрессивной партии. Наряду с радикальными демократами одна из ведущих партий времён правления Амадея I (1870—1873) и Первой Испанской республики (1873—1874). После восстановления монархии в 1874 году была наряду с консерваторами одной из двух ведущих партий Испании. Преобразована в Либеральную.
- Консервативная партия (исп. Partido Conservador), иногда Либерально-консервативная (исп. Partido Liberal-Conservador; 1874—1931) — правые, консерватизм, испанский либерализм, монархизм. Создана в результате объединения Консервативной партии и Либерального союза во главе с Антонио Кановасом дель Кастильо, сторонником Бурбонов и противником республики, пытавшимся внедрить в Испании двухпартийную систему по образцу британской. Неоднократно побеждала на выборах и формировала правительство. После установления диктатуры Мигеля Примо де Ривера была фактически удалена из политической жизни до 1930 года, когда вошла в последнее монархическое правительство. Распалась после провозглашения Второй Испанской республики.
- Либеральная партия (исп. Partido Liberal; 1880—1931) — центризм, испанский либерализм, прогрессивизм, монархизм. Создана в результате слияния Конституционной и Радикальной демократической партий. Выступала за введение всеобщего избирательного права для мужчин, свободу религий и разделение властей. Составила с Либерально-консервативной партией двухпартийную систему, поочерёдно сменяя друг друга у власти. Пережив ряд расколов, в 1910-х годах оказалась в глубоком кризисе. Во время диктатуры Примо де Риверы приостановила свою деятельность. Окончательно распалась после провозглашения Второй Испанской республики.
- Фундаменталистская (исп. Partido Integrista) или Национальная католическая партия (исп. Partido Católico Nacional; 1888—1932) — правая, фундаментализм, традиционализм, политический католицизм, консерватизм, антилиберализм, антипарламентаризм. Создана после выхода фундаменталистского крыла из Партии карлистов. Во время Второй республики воссоединилась с карлистами.

### XX век
- Каталонская лига (кат. Lliga Catalana; 1901—1936) — правые, каталанизм, консерватизм, либерализм, регионализм, христианские ценности, монархизм. Создана как Регионалистская лига в результате объединения Регионалистского союза и Каталонского национального центра. После провозглашения Второй Испанской республики в 1931 году, лига признала новое правительство, которое приняло первый Статут автономии Каталонии и изменила своё название. В 1936 году лига не поддержала военный мятеж Франко, но многие из её членов встали на сторону националистов и фалангистов, что привело к распаду партии.
- Республиканский союз (исп. Unión Republicana; 1903—1910) — центризм, республиканизм. Основана третьим президентом Первой Испанской республики Николасом Сальмероном у Алонсо, пытавшимся объединить республиканские группировки в партию умеренных взглядов. 18 апреля 1907 года основатель партии был тяжело ранен радикальным республиканцем и умер 21 сентября 1908 года, что привело к её ослаблению и распаду.
- Республиканский националистический центр (кат. Unió Federal Nacionalista Republicana, UFNR; 1906—1910) — центризм, каталонский национализм, каталонизм, либерализм, республиканизм. Создана диссидентами из Регионалистской лиги. Объединился в Республиканский националистический федеральный союз.
- Радикальная республиканская партия (исп. Partido Republicano Radical; 1908—1936) — центризм, республиканизм, радикализм, социальный либерализм, антиклерикализм. Создана в результате раскола Республиканского союза. Со временем партия сместилась вправо, составив в 1933—1935 годах коалицию с правыми консерваторами Хосе Марии Хиль-Роблеса. Лидер партии Алехандро Леррус Гарсиа был противоречивой фигурой, известный своей коррупцией и демагогической риторикой. Пережив ряд расколов, партия растеряла свою популярность.
- Республиканский националистический федеральный союз (кат. Unió Federal Nacionalista Republicana, UFNR; 1910—1917) — центризм, либерализм, федерализм, каталонизм, автономизм. Создана членами распавшихся Федеральной демократической республиканской партии, Республиканского союза и Республиканского националистического центра. Распалась после поражения на выборах в апреле 1916 года. Большая часть членов вступили в Республиканскую партию Каталонии.
- Реформистская партия (кат. Partido Reformista; 1912—1924) — центризм, демократический либерализм, реформизм, республиканизм, секуляризм. Основана для проведения реформы Конституции 1876 года и демократизации политической системы. Самораспустилась после установления диктатуры Примо де Риверы.
- Республиканская партия Каталонии (кат. Partit Republicà Català; 1917—1931) — центризм, республиканизм, каталонский национализм, либерализм, секуляризм. Создана в результате объединения Блока автономных республиканцев, Республиканского союза молодёжи Лериды и членов распавшегося Республиканского националистического федерального союза. Объединились в партию Республиканские левые Каталонии.
- Социалистический союз Каталонии (кат. Unió Socialista de Catalunya, USC; 1923—1936) — левые, социализм, каталонский национализм. Создана в результате раскола Каталонской федерации ИСРП из-за конфликта по каталонскому вопросу и праву на самоопределение. Влились в Единую социалистическую партию Каталонии.
- Патриотический союз (исп. Unión Patriótica; 1924—1930) — правые, консерватизм, испанский национализм, политический католицизм, монархизм, централизм. Создана на базе Кастильского патриотического союза (исп. Unión Patriótica Castellana, UPC; 1923) испанским диктатором Мигелем Примо де Ривера, чтобы интегрировать общество и заменить традиционные партии, которые были объявлены коррумпированными. В июле 1927 года по официальным данным в партии числилось 1 319 428 членов. Самораспустилась после смерти Примо де Риверы. Руководители партии создали Национальный монархический союз.
- Республиканское действие (исп. Acción Republicana; 1925—1934) — левоцентризм, республиканизм, левый либерализм, антиклерикализм, децентрализация, аграрная и военная реформы. Основана под названием Политическое действие (исп. Acción Política). Объединилась в Республиканскую левую.
- Автономная галисийская республиканская организация (галис. Organización Republicana Galega Autónoma, ORGA; 1929—1934) — центризм, республиканизм, социальный либерализм, умеренный галисийский национализм, автономизм. Объединилась в Республиканскую левую.
- Радикально-социалистическая республиканская партия (исп. Partido Republicano Radical Socialista, PRRS; 1929—1934) — левоцентризм, республиканизм. Создана в результате раскола Радикальной республиканской партии. Одна из ведущих партий конца 1920-х—начала 1930-х годов, сыграла важную роль в провозглашении Второй Испанской Республики. Пережив ряд расколов и оказавшись в упадке, объединилась в Республиканскую левую.
- Национальный монархический союз (исп. Unión Monárquica Nacional; 1929—1934) — правые, монархизм, консерватизм. Основана бывшими руководителями Патриотического союза и министрами Примо де Риверы. В 1930 году были практически единственной организованной политической партией, выступавшей за монархию. После провозглашения Второй Испанской Республики большая часть лидеров партии были заключены в тюрьму или сосланы. После амнистии 1934 года её лидеры были реабилитированы и ввернулись в политику. Большинство присоединились к партии Испанское обновление.
- Испанская националистическая партия (исп. Partido Nacionalista Español, PNE; 1930—1936) — правые, испанский национализм, корпоративизм, неотрадиционализм, восстановление монархии в лице Альфонса XIII, выступали за единство всех монархических сил. Объединились с Традиционалистским причастием.
- Федеральная республиканская партия (исп. Partido Republicano Federal; 1930—1936) — центризм, федерализм, республиканизм. Создана как наследник Федеральной демократической республиканской партии. Участвовали в третьем правительстве Мануэля Асаньи (июнь 1933 года). Распалась после начала гражданской войны.
- Прогрессивная республиканская партия (исп. Partido Republicano Progresista, PRC; 1930—1936) — правые, республиканизм, либеральный консерватизм. Создана бывшими монархистами из династических партий под названием Республиканская либеральная правая (исп. Derecha Liberal Republicana, DLR. Переименована в 1931 году. Распалась после начала гражданской войны.

### Вторая Испанская Республика
- Либерально-демократическая республиканская партия (исп. Partido Republicano Liberal Demócrata, PRLD), более известна как Либерально-демократическая партия (исп. Partido Liberal Demócrata; 1931—1936) — правый центр, консервативный либерализм, республиканизм. Создана как наследник Реформистской партии. Участвовала в республиканских правительствах 1933—1935 годов. В марте 1936 года возле своего дома был застрелен один из лидеров партии врач Альфредо Мартинес Гарсия-Аргуэльес, министр труда в 1935 году. Весной того же года правительством Народного фронта был арестован лидер партии Мелькиадес Альварес. Позднее убит ультралевыми боевиками вместе с некоторыми другими заключёнными. Распалась после начала гражданской войны.
- Рабоче-крестьянский блок (исп. Bloque Obrero y Campesino, BOC; 1932—1936) — крайне левые, социализм, коммунизм, марксизм. Создана как оппозиция Коминтерну и Коммунистической партии Испании в результате слияния Каталонской коммунистической партии, Иберийской коммунистической федерации и Коммунистической федерации Леванте. Включал последователей Правой и Левой оппозиций в ВКП(б). В 1935 году раскололся. Часть блока объединилась с Коммунистической левой Испании в Рабочую партию марксистского единства. Оставшиеся в 1936 году влились в Единую социалистическую партию Каталонии.
- Консервативная республиканская партия (исп. Partido Republicano Conservador, PRC; 1932—1936) — правые, консерватизм, республиканизм, секуляризм. Создана министром внутренних дел Второй республики Мигелем Маура (1931) после его выхода из партии Правые либеральные республиканцы. Распалась после начала гражданской войны.
- Коммунистическая левая Испании (исп. Izquierda Comunista de España, ICE), также известны как Левые коммунисты (исп. Izquierda Comunista; 1932—1935) — крайне левые, коммунизм, марксизм-ленинизм, троцкизм, антисталинизм. Создана после исключения из Коммунистической партии Испании группировок Коммунистическая оппозиция Испании и Левая оппозиция. Объединилась с Рабоче-крестьянским блоком в Рабочую партию марксистского единства. Входили в Международную левую оппозицию.
- Союзы национал-синдикалистского наступления (исп. Juntas de Ofensiva Nacional-Sindicalista, JONS; 1933—1934) — национал-синдикализм, фалангизм, фашизм. Объединилась с Испанской фалангой.
- Испанская конфедерация независимых правых (исп. Confederación Española de Derechas Autónomas, CEDA; 1933—1937) — правые, консерватизм, политический католицизм, монархизм, антикоммунизм. Создана как католическая консервативная сила для защиты Испании и «христианской цивилизации» от марксизма. Соперничала за власть в стране с Народным фронтом. Часть членов и сторонников партии перешли к более радикальным фалангистам, многие из оставшихся приветствовали военный мятеж генерала Франсиско Франко и присоединились к его Национальному движению. Распущена Франко в апреле 1937 года. Лидер партии — Хосе Мария Хиль-Роблес — со временем стал одним из лидеров монархической оппозиции режиму Франко.
- Испанская Фаланга (исп. Falange Española), другое название Национальное движение (исп. Movimiento Nacional; 1933—1975) — крайне правые, фалангизм, фашизм, национал-синдикализм. Основана Хосе Антонио Примо де Риверой. В 1934 году поглотила партию Союзы национал-синдикалистского наступления, получив название Испанская Фаланга союзов национал-синдикалистского наступления (исп. Falange Española de las Juntas de Ofensiva Nacional-Sindicalista, FE-JONS).
- Испанская Фаланга союзов национал-синдикалистского наступления (исп. Falange Española de las Juntas de Ofensiva Nacional-Sindicalista, FE-JONS). Во время гражданской войны активно поддерживала националистов во главе с Франсиско Франко. По ходу боевых действий погибло около 60% довоенного состава Испанской фаланги. В 1937 году Франко издал указ об унификации, по которому Испанская Фаланга, оно же Национальное движение, фактически стала правящей и единственной легальной партией в стране. Всем партиям, являвшимися союзниками Франко в его борьбе с республиканцами, в том числе карлистам, пришлось присоединиться к Испанской фаланге или перейти на полулегальное положение. Правящей и единственной партией Испанская Фаланга оставалась вплоть до ликвидации авторитарного режима. После смерти Франко в 1975 году и начала демократизации распалась. В настоящее время существует несколько партий и движений, претендующих на право называться фалангистскими.
- Испанское обновление (исп. Renovación Española, RE; 1933—1937) — правые, монархизм, консерватизм. Создана в результате раскола Народного действия с одобрения бывшего короля Альфонсо XIII. В 1936 году вступила в Национальный антиреволюционный фронт (исп. Frente Nacional Antirrevolucionario), созданный для противодействия Народному фронту. Партия была тесно связана с Испанским военным союзом (исп. Unión Militar Española, UME), который сыграл важную роль в планировании государственного переворота, спровоцировавшего гражданскую войну. Распущена в соответствии с указом Франко об унификации и формировании Испанской фаланги.
- Испанская аграрная партия (исп. El Partido Agrario Español; 1933—1937) — правые, аграризм, консерватизм, монархизм. Создана противниками земельной реформы министра Марселино Доминго (Республиканская левая). Входила в Национальный антиреволюционный фронт. Распалась после гибели в тюрьме своего лидера Хосе Мартинеса де Веласко, арестованного республиканцами после начала гражданской войны.
- Радикальная демократическая партия (исп. Unión Republicana; 1934) — центризм, республиканизм. Создана в результате раскола Радикальной республиканской партии из-за альянса Алехандро Лерруса с правыми консерваторами Хиль-Роблеса. В том же году влилась в Республиканский союз.
- Республиканский союз (исп. Unión Republicana; 1934—1959) — центризм, республиканизм. Создан в результате слияния нескольких небольших республиканских партий, в том числе Радикальной демократической партии. В 1936 году вошёл в Народный фронт, став по итогам выборов того же года четвёртой партией по количеству мест в парламенте. Сформировал правящую коалицию с Республиканской левой. Участвовал во всех республиканских правительствах во время гражданской войны. После победы Франко действовал в эмиграции в Мексике. Объединился в партию Испанское демократическое республиканское действие.
- Республиканская левая (исп. Izquierda Republicana; 1934—1959) — левый центр, республиканизм, реформизм, светскость, социальный либерализм. Создана в результате слияния Республиканского действия, Радикально-социалистической республиканской партии и Автономной галисийской республиканской организации. В 1936 году вошла в Народный фронт, став по итогам выборов того же года третьей партией по количеству мест в парламенте. Сформировала правящую коалицию с Республиканским союзом. Участвовала во всех республиканских правительствах во время гражданской войны. После победы Франко действовала в эмиграции в Мексике. Объединилась в партию Испанское демократическое республиканское действие.
- Рабочая партия марксистского единства (исп. Partido Obrero de Unificación Marxista, POUM; 1935—1980) — крайне левые, марксизм, ленинизм, троцкизм, демократический социализм, антисталинизм. Образована в результате слияния партий Рабоче-крестьянский блок и Коммунистическая левая Испании. Входила в Народный фронт. Принимала активное участие в Гражданской войне на стороне республиканцев, но политические разногласия с коммунистами-сталинистами привели к противостоянию между ПОУМ и республиканскими властями. В 1937—1938 годах многие члены партии стали жертвами репрессий со стороны сталинистов и франкистов. После победы националистов в гражданской войне предпринимались малоуспешные попытки воссоздать партию в эмиграции, а после смерти Франко в 1975 году — и в Испании. Окончательно распущена в 1980 году. Входила в Международное бюро революционного социалистического единства.
- Объединённая социалистическая партия Каталонии (кат. Partit Socialista Unificat de Catalunya, PSUC; 1936—1997) — крайне левая, коммунизм, марксизм-ленинизм, республиканизм, каталанизм. Создана в результате слияния Каталонской федерации ИСРП, Коммунистической партии Каталонии, Социалистического союза Каталонии, Каталонской пролетарской партии и части Рабоче-крестьянского блока. Входила в состав Коммунистической партии Испании на правах Каталонской федерации. Принимала активное участие в Гражданской войне на стороне республиканцев. При режиме Франко действовала в подполье и эмиграции. Легализована в апреле 1977 года. На выборах 1977 и 1979 годов получала по 8 мест в Конгрессе депутатов, после чего начинается спад. На выборах 1982 года завоевала всего одно место, после этого участвовала в выборах в составе широких левых коалиций. В 1997 году распущена, став частью партии Инициатива для Каталонии — Зелёные. Была членом Коминтерна (1939—1943).

### Франкистская Испания
Во время режима Франко в стране легально действовала только одна партия, Испанская фаланга. Все остальные партии вели свою деятельность в подполье или эмиграции.
- Социалистическое движение Каталонии (кат. Moviment Socialista de Catalunya, MSC; 1945—1974) — левая, социализм, каталонизм. Создана в эмиграции в результате выхода из Единой социалистической партии Каталонии членов бывшего Социалистического союза Каталонии при участии бывших членов Рабочей партии марксистского единства, Республиканской левой Каталонии и активистов Национальной конфедерации труда. В 1968 году, после событий мая в Париже, разделилась на две фракции. Впоследствии социал-демократы образовали партию Демократическая и социалистическая перегруппировка Каталонии, марксисты создали партию Социалистическая конвергенция Каталонии.
- Народно-социалистическая партия (исп. Partido Socialista Popular, PSP; 1965—1979) — левые, демократический социализм, марксизм. Создана как Кастильская социалистическая федерация (исп. Federación Socialista Castellana), два года спустя преобразована во Внутреннюю социалистическую партию (исп. Partido Socialista del Interior), названную так для отличия от ИСРП, многие из членов которой были в эмиграции, в то время как большинство членов этой партии проживали в Испании. В 1968 году переименована. Влилась в ИСРП. Входила в Социалистический интернационал.
- Коммунистическое движение (исп. Movimento Comunista; 1972—1991) — левые радикалы, марксизм-ленинизм, маоизм (первоначально), марксизм (в конце). Создана в результате объединения коммунистических партий Страны Басков, Арагона, Валенсии, Балеарских островов и Астурии. Влилась в Левую альтернативу.

### Современная Испания
- Народный альянс (исп. Alianza Popular, AP; 1976—1989) — правые, консерватизм, постфранкизм. Создана бывшим вице-премьером и министром внутренних дел Мануэлем Фрага вместе с шестью другими бывшими министрами как избирательная коалиция правых консервативных партий (Демократические реформы, Союз испанского народа, Испанское демократическое действие, Социал-демократия, Региональное действие, Социальный народный союз и Испанский национальный союз). Позднее преобразована в партию. В 1980-х годах стал основной оппозиционной партией Испании и ведущей право-консервативной силой в стране. Влился в Народную партию. Входил в Международный демократический союз и группу Европарламента «Европейские демократы».
- Либеральная партия (исп. Partido Liberal, PL; 1976—1989) — центризм, либерализм. С 1983 года входила в коалицию с Народным альянсом и Народно-демократической партией. Влилась в Народную партию.
- Союз демократического центра (исп. Unión de Centro Democrático, UCD; 1977—1983) — центр/правый центр, конституционный монархизм, христианская демократия, социал-демократия, либерализм, реформизм. Была создана в период перехода от диктатуры Франсиско Франко к демократии как коалиция ряда новообразованных центристских и правых партий под руководством премьер-министра Адольфо Суареса. Коалиция объединила как христианских демократов, либералов и социал-демократов, так и «независимых», среди которых были консервативные элементы, близкие к режиму Франко. Позднее преобразована в партию. На выборах 1977 года смогла завоевать почти половину мест в Конгрессе депутатов. В 1979 году партия вновь выиграла выборы, хотя и не смогла сохранить абсолютное большинство. В 1979—1982 годах партия пережила ряд серьёзных расколов и уход многих влиятельных деятелей, а после поражения на выборах 1982 года самораспустилась. Большая часть членов и электората присоединились к Народному альянсу и Народно-демократической партии. Входил в Европейский демократический союз (наблюдатель).
- Левые Страны Басков (баск. Euskadiko Ezkerra, EE; 1977—1993) — левые, баскский национализм, социализм (1977—1982), еврокоммунизм (1982—1988), социал-демократия (1988—1993). Объединились с Социалистической партией Страны Басков, отделением ИСРП.
- Революционная партия басков (баск. Euskal Iraultzarako Alderdia, EIA; 1977—1981) — крайне левые, баскский национализм, коммунизм, баскский сепаратизм, марксизм-ленинизм, позднее еврокоммунизм.
- Либеральное гражданское действие (исп. Acción Ciudadana Liberal, ACL; 1978—1979) — центризм, либерализм. Создана как коалиция либеральных центристских партий, позднее преобразована в партию. Влилась в Народный альянс.
- Партия демократического действия (исп. Partido de Acción Democrática, PAD; 1981—1983) — левый центр, социал-демократия, секуляризм, прогрессивизм. Образована после выхода из Союза демократического центра министра юстиции Франсиско Фернандеса Ордоньеса, недовольного излишним консерватизмом лидеров Союза. В выборах 1982 года участвовала единым списком с социалистами. После самороспуска большинство членов присоединились к ИСРП.
- Демократический и социальный центр (исп. Centro Democrático y Social, CDS; 1982—2006) — центр/левый центр, либерализм, социальный либерализм, христианская демократия. Основана Адольфо Суаресом в результате раскола Союза демократического центра. В 1980-х годах партия была представлена в Конгрессе депутатов (от 2 до 19 мандатов), но начиная с выборов 1993 года потеряла представительство в парламенте. В 2005 году было принято решение влиться в состав Народной партии, меньшинство, отказавшееся выполнять это решение, образовало свою партию, Либерально-демократический центр (исп. Centro Democrático Liberal, CDL), позднее через суд добившись права использовать название Демократический и социальный центр. Входил в Либеральный интернационал.
- Народно-демократическая партия (исп. Partido Demócrata Popular, PDP; 1982—1989) — правый центр, христианская демократия. Образована в результате раскола Союза демократического центра, с самого создания входили в коалицию с Народным альянсом. Влилась в Народную партию. Входила в Европейскую народную партию.
- Партия коммунистов Каталонии (кат. Partit dels i les Comunistes de Catalunya, PCC; 1982—2014) — крайне левая, коммунизм, марксизм-ленинизм, каталонизм, федерализм, право на самоопределение. Образована в результате выхода противников еврокоммунизма из состава Единой социалистической партии Каталонии. С 1984 по 1994 год входила в состав Коммунистической партии народов Испании. Стала основой для создания партии «Коммунисты Каталонии».
- Либеральный союз (исп. Partido Liberal, PL; 1983—1984) — центризм, либерализм. С момента создания входила в коалицию с Народным альянсом и Народно-демократической партией. Влилась в Либеральную партию.
- «Левые баски» (исп. Euskal Ezkerra, EuE; 1991—1993) — левый центр, баскский национализм, социал-демократия. Создана членами партии «Левые Страны Басков», недовольными сближением с ИСРП. Самораспустилась после провала на выборах.
- Левая альтернатива (исп. Izquierda Alternativa, IA; 1991—1993) — левые радикалы, социализм, марксизм, право на самоопределение, феминизм, антимилитаризм, экологизм, республиканизм. Создана в результате слияния Революционной коммунистической лиги и Коммунистического движения. Позднее лига была воссоздана как самостоятельная партия, но часть её членов вступили к региональные партии.